# هنري شيلتون سانفورد
هنري شيلتون سانفورد (بالإنجليزية: Henry Shelton Sanford)‏ هو دبلوماسي أمريكي، ولد في 15 يونيو 1823 في Woodbury, Connecticut ‏ في الولايات المتحدة، وتوفي في 21 مايو 1891 في Healing Springs, Virginia ‏ في الولايات المتحدة.

## الوفاة
توفي سانفورد في هيلينج سبرينجز، فيرجينيا في 21 مايو 1891. ودُفن في مقبرة لونج هيل، شيلتون، كونيتيكت.